# HD 172555
HD 172555あるいはHR 7012は、くじゃく座にある恒星である。見かけの等級は4.78と、肉眼でみえる明るさである。年周視差を基に太陽系からの距離を計算すると、約94光年である。がか座β運動星団に属し、とても若い恒星である。やや離れた位置にある9等星CD -64°1208と連星をなし、CD -64°1208もまた2つの恒星からなるため、3重連星ではないかと考えられる。HD 172555の周囲には残骸円盤が存在し、その観測的な特徴から、最近10万年以内に惑星級の天体同士の巨大衝突があり、大量の塵がばらまかれたのではないかと考えられている。また、HD 172555のスペクトルからは、太陽系外彗星の証拠とみられる成分もみつかっている。

## 特徴
| 太陽 | HD 172555 |
| ---- | --------- |
| 太陽 | Exoplanet |

HD 172555はA型星で、スペクトル型はA7 Vと分類される。質量は太陽の1.7倍程度、半径は太陽の1.6倍程度と推定され、表面の有効温度はおよそ7,800 K、光度は太陽の8倍程度である。
HD 172555は、がか座β運動星団の一員とされており、運動星団の年齢を適用して、HD 172555の年齢はおよそ2300万年と見積もられる。

### 星系
HD 172555から東に1.2分程離れた位置にみえる9等星、CD -64°1208は、同じくがか座β運動星団の一員であるとみられ、HD 172555とは固有運動が共通する連星と考えられている。
CD -64°1208はまた、離角が0.2秒程度の近接する2つの恒星からなり、この2つの恒星もまた物理的に結びついているものと考えられる。したがってHD 172555は、2つの小質量星（HD 172555 Ba、HD 172555 Bb）からなる連星（CD -64°1208、HD 172555 B）が、主星（HD 172555 A）の周りを回る3重連星系である可能性が高い。

## 星周領域

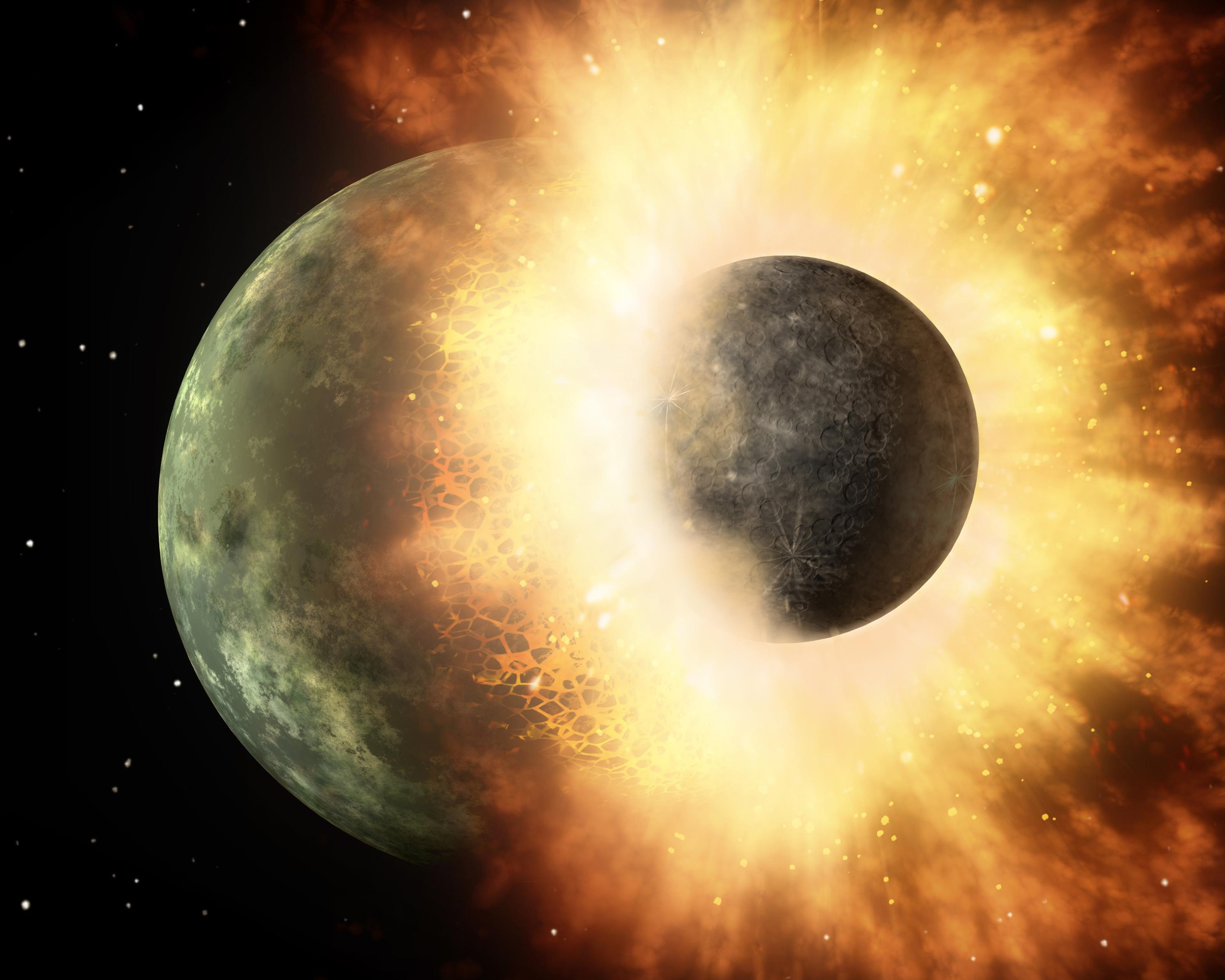
月大の天体が、水星大の天体に高速で衝突する様子の想像図。HD 172555の周りで最近このような現象が起きたと予想される。出典: NASA / JPL-Caltech / T. Pyle (IPAC)

HD 172555は、1980年代に赤外線天文衛星IRASによって、中間赤外線に顕著な赤外超過がみられることが確認され、星周塵を持つ天体と認識され、塵が黒体であると仮定すればその温度は約290 Kと温かい塵であることが推定された。ラ・シヤ天文台やスピッツァー宇宙望遠鏡による追観測で、中間赤外スペクトルに目立った放射成分がみられ、粒子径の小さいケイ酸塩鉱物が豊富に存在することが示された。更に、成分が似ているテクタイトや黒曜石の、実験室における熱放射スペクトルと比較した分析から、HD 172555の星周塵の組成が、同じように中間赤外線で明るい星周塵を持つ星の中でも特異であることがわかった。
HD 172555の星周塵は、粒子径がミクロン以下の微細な塵が豊富で、粒子径が大きくなるに従って急激に粒子数が減少する、という分布を示し、この分布から比較的最近、古くとも10万年以内には新しい塵を供給する現象があったと推測される。微細な塵は、質量が大型の小惑星1つ分に相当し、中心星に対し太陽系では小惑星帯に当たるような位置関係で分布している。一方、質量で微細塵の100倍に上る気相一酸化ケイ素も存在し、また質量でそれに匹敵する、低温でとても大きい礫も存在する。このような星周物質の構成から、その起源が巨大な岩石質微惑星同士の非常に高速での衝突にあることが示唆された。衝突した天体は、大きさが水星級の岩石微惑星と、月級の岩石微惑星が想定され、小さい天体は崩壊、大きい天体も地殻がはぎ取られ飛散したものと考えられる。大量の一酸化ケイ素も、衝突で蒸発したケイ酸鉱物から解離したと考えると、巨大衝突説を支持する。
HD 172555の星周円盤は、ジェミニ南望遠鏡の分光撮像装置や、VLT干渉計を用いた中間赤外線での観測で、空間的に分解されている。その後、VLTの偏光撮像装置によって、可視光・近赤外線で散乱光像も検出された。双方の観測結果は整合しており、円盤は真横（エッジ・オン）に近い向きからみる傾きになっており、中心星から8 au以内に塵の熱放射が最も強い領域があって、外側は8.5ないし11.3 auまで広がっている。HD 172555には伴星系が存在するが、およそ2000 au離れた位置にあるので、1000 auに達するような非常に大きな軌道はともかく、10 au程度の星近傍の円盤は阻害されない。
| 名称 （恒星に近い順） | 質量             | 軌道長半径 （天文単位） | 公転周期 (日)    | 軌道離心率       | 軌道傾斜角 | 半径 |
| --------------------- | ---------------- | ----------------------- | ---------------- | ---------------- | ---------- | ---- |
| 残骸円盤              | 不明—8.5-11.3 au | 不明—8.5-11.3 au        | 不明—8.5-11.3 au | 不明—8.5-11.3 au | ≈103.5°    | —    |

HD 172555からは、ハーシェル宇宙天文台が取得した遠赤外線スペクトルで、酸素原子の禁制線（波長63 μm）が検出され、ALMAのミリ波観測では、一酸化炭素分子輝線も検出された。気相の一酸化ケイ素が光解離から保護されるためには、より大量の酸素とケイ素の原子が必要であり、酸素原子の検出はそれと整合する。一酸化炭素は、中心星から6ないし9 auの範囲に環状に分布しており、塵の分布とよく似ている。一酸化炭素も、光解離で破壊され尽くさないために何らかのしくみが必要であり、巨大衝突がそれを補うかもしれない。
がか座β星とよく似ているHD 172555は、HARPSによって多数観測が行われており、その中からカルシウムイオンのH・K線に突発的な吸収成分が繰り返し現れることが発見された。その後、ハッブル宇宙望遠鏡が取得した紫外線スペクトルで、炭素イオンでも同様の現象が観測され、これは落下する蒸発天体（falling evaporating bodies＝FEBs、いわゆる系外彗星）から発生した気体が、星の手前を通過する際に吸収を引き起こしたものと考えられた。FEBが彗星か否かについては留保が付けられたが、精密測光観測によってFEB通過時の減光をとらえたことで、FEBの軌道や大きさは、既知の系外彗星とよく似ていることがわかった。